# Krill
Krillii sunt animale nevertebrate marine. Aceste crustacee sunt o parte importantă din zooplancton, hrana zilnică a unor animale precum balenele, pisica de mare, rechini, crabi. Pe lângă aceste viețuitoare marine, mai există anumite păsări, dar și foci ce se hrănesc în principal cu krilli. Denumirea științifică pentru krill este euphauside dat după numele ordinul Euphausiacea. Denumirea de „krill” vine din norvegiană unde înseamnă „puiet de pește”, acest termen fiind atribuit și altor specii marine, în special pești.
Krillul se întâlnește în toate oceanele de pe Terra. Aceste viețuitoare au o importanță deosebită, deoarece sunt prima verigă a lanțului trofic compus din animale marine mai mari decât aceștia, și astfel constituind hrana de bază a acestora. În zona marină din Antarctica există un tip de Krill denumit krillul antarctic ce are denumirea științifică de Euphasia superba. Cantitățile de krilli din Oceanul Antarctic sunt estimate la aproximativ 500 de milioane de tone, din care jumătate este consumată balene, foci, pinguini, calmari, pești. Krillul se deplasează de pe fundul oceanului pe verticală spre suprafața apei, astfel devenind o pradă ușoară pentru diversele animale terestre. Pe timpul nopții Krillii urmează drumul spre fundul oceanului unde sunt vânați de animale marine mai mari ca aceștia.
Pescuitul Krillului se practică în scop comercial în Oceanul Antarctic și apele din jurul Japoniei. În Marea Scoției anual se pescuiesc în jur de 150.000-200.000 de tone de Krilli, aceștia constituind material biologic pentru acvacultură, hrană pentru pești aflați în captivitate, în acvarii, ca momeală în cazul pescuitului sportiv sau ca materie primă pentru industria farmaceutică. În Japonia și Rusia, krillii se folosesc și la prepararea diverselor mâncăruri specifice marinărești, de asemenea în Japonia ei sunt cunoscuți sub denumirea de 
okiami (オキアミ).

## Taxonomie
Krillul face parte din ordinul Euphausiacea ce cuprinde două tipuri de familii și anume Bentheuphausiidae  și Bentheuphausia amblyops. Familia Bentheuphausiidae este formată dintr-o singură specie de krilli ce au o anatomie mai simplă față de cei din familia Bentheuphausia amblyops. Krillii din familia Bentheuphausiidae se întâlnesc la o distanță de 1.000 metri față de nivelul apei. Familia Euphausiacea este mai complexă și are aproximativ 10 tipuri de krilli cu un total de 89 de specii. Tipul Euphausia este cel mai evoluat tip și cuprinde 31 de specii.
Cele mai cunoscute specii de krilli sunt krillul antarctic, krillul pacific și krillul nordic ca urmare a pescuirii intense în scop comercial a acestora.

## Distribuția

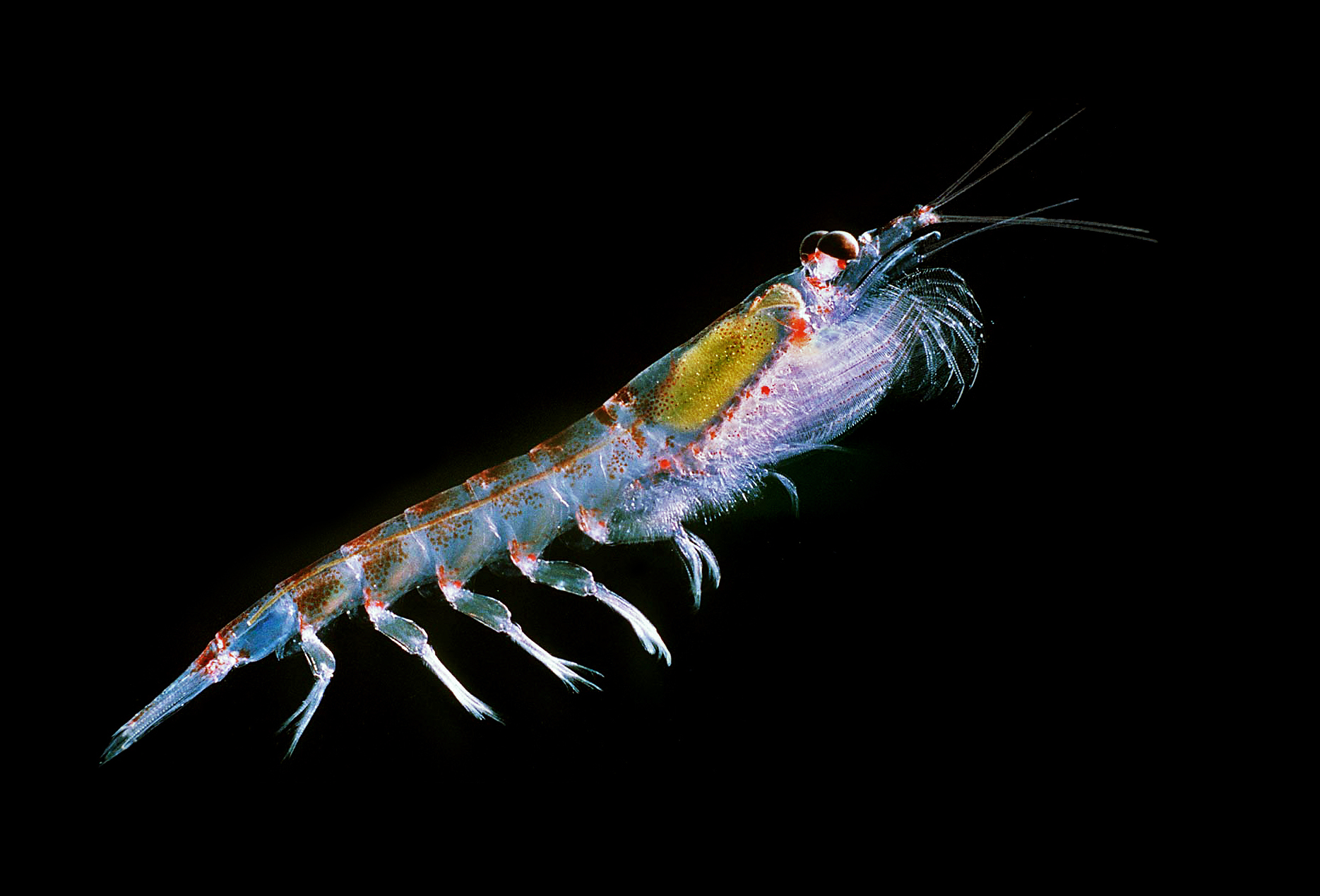
Euphausia superba, krill antarctic.

Krillii trăiesc în toate oceanele de pe Terra, și în număr mai mic în unele mări. De exemplu speciile din tipul Thysanoessa se găsesc în Oceanul Pacific dar și Atlantic. În Oceanul Pacific întâlnim specia Euphausia pacifica, iar krillul nordic se poate întâlni în Oceanul Atlantic și Marea Mediterană. Cele patru specii din tipul Nyctiphanes se întâlnesc în număr mare în zonele de lângă California, Humbolt, Benguela. Aceste zone sunt foarte des folosite pentru pescuit.
În oceanul Antarctic sunt cunoscute șapte specii ce aparțin tipului Thysanoessa și șase ce aparțin tipului Euphausia Krillul antarctic poate trăi și la 100 de metri adancime pe când Krilul de gheață (Euphausia crystallorophias) trăiește și la o adâncime de 4.000 metri, dar sporadic îl întâlnim și la adâncimi de la 300 metri la 600 metri.

## Anatomia și morfologia
Corpul Krillului este format din trei părți principale și anume: capul, toracele și abdomenul.  Primele două părți ale corpului, capul și toracele sunt unite în așa fel încât par o singură parte, numită cefalotorace. Cefalotoracele este protejat de un exoschelet, ca un scut cu rol de protecție. Exoscheletul este transparent. Ochii krillului sunt foarte apropiați unul de celălalt.